# Julianapark (Nijmegen)

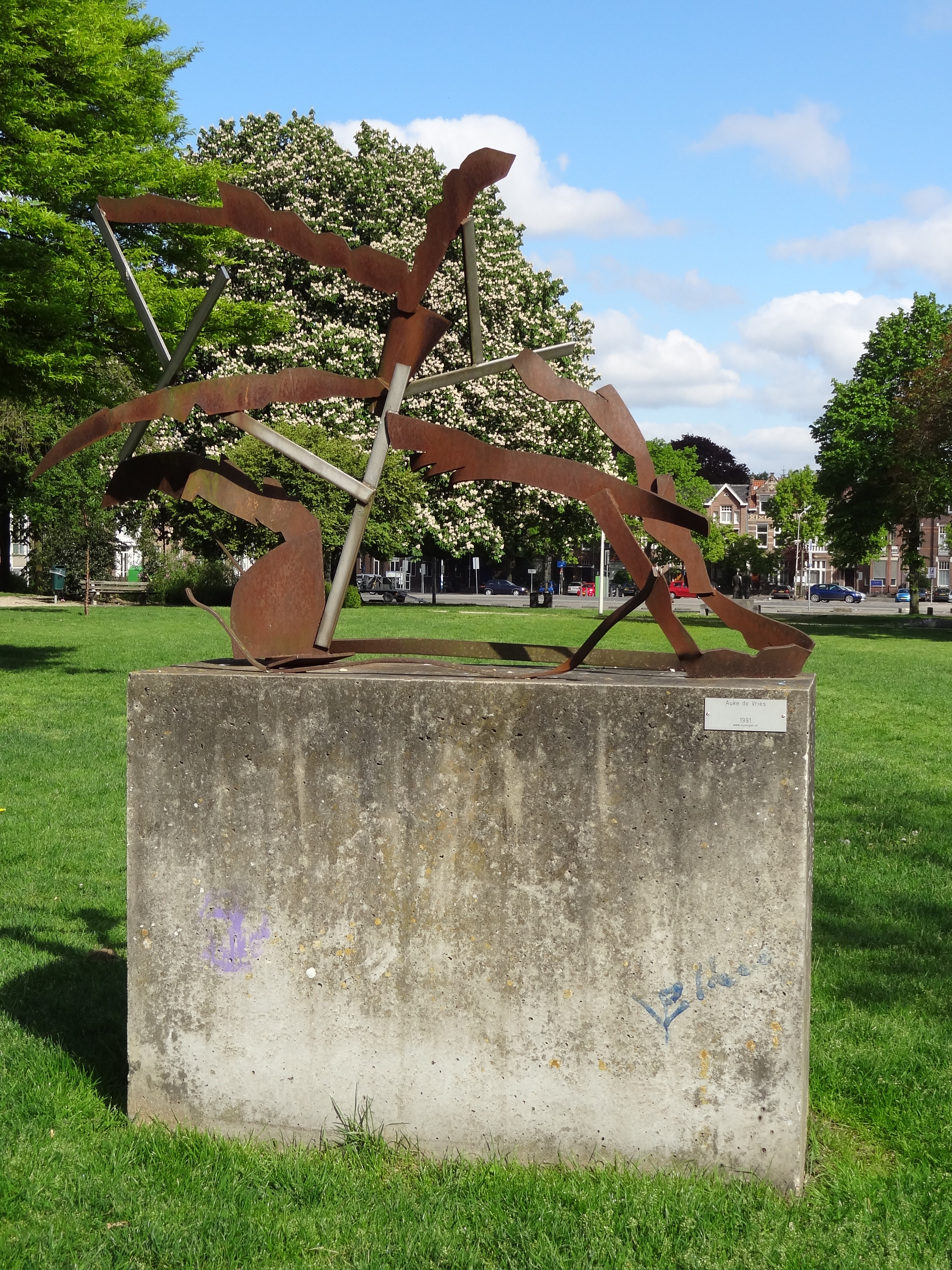
Sculptuur van Auke de Vries in het Julianapark. Op de achtergrond de Wedren.

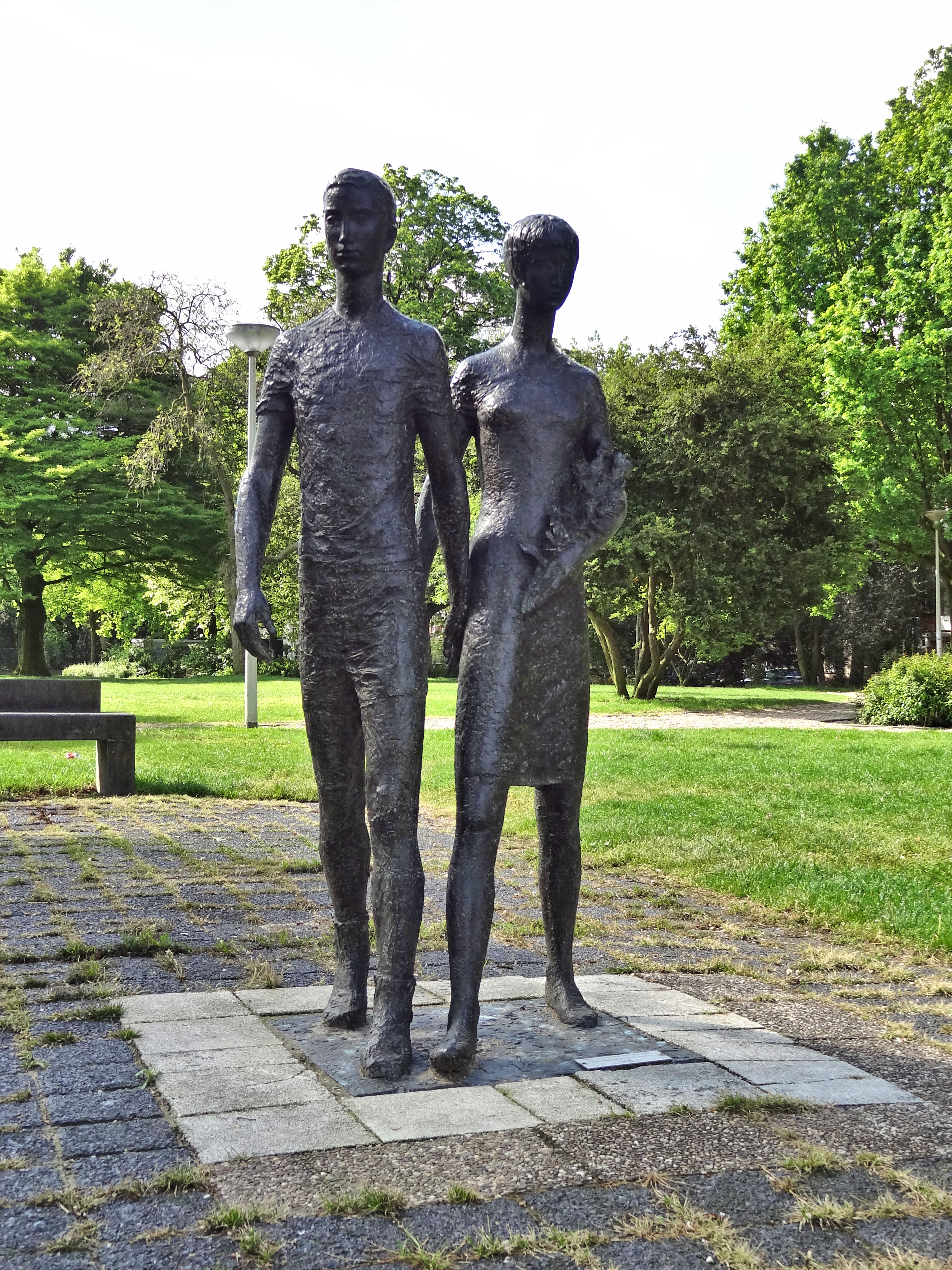
Sculptuur Vierdaagsemonument van Vera Tummers-van Hasselt in het Julianapark.

Het Julianapark is een park in de wijk Altrade in Nijmegen-Oost. Het is vernoemd naar Juliana der Nederlanden.

## Locatie
Het park ligt net buiten het Stadscentrum en wordt afgebakend door de Waldeck Pyrmontsingel, Stenenkruisstraat, Prins Bernhardstraat/ Coehoornstraat, Fagelstraat en de Van Gentstraat. Het gebied behoorde tot het net buiten de stadswallen gelegen Fort Kijk in de Pot en diende grotendeels als begraafplaats. Toen de vestingwallen eind 19e eeuw gesloopt werden, sloot het gebied aan op de Wedren, het open gebied achter het concertgebouw De Vereeniging. De begraafplaats werd in 1905 gesloten en raakte in verval. Het noordelijke en zuidelijke deel ervan werden in respectievelijk 1925 en 1926 geruimd. Het middengedeelte, waar protestantse graven van welgestelden liggen, werd omheind. Het onderbreekt het toen aangelegde park. Ook buiten de ommuring liggen twee zerken in het park.

## Geschiedenis

### Aanleg en opening
Op 20 mei 1926 werd het park geopend, al vond de aanleg grotendeels plaats in 1927 (noord) en 1928 (zuid). Tijdens de Tweede Wereldoorlog was de naam 'Centrumpark' in gebruik. In de noordoostelijke hoek van het park werd begin jaren 50 de Doopsgezinde kerk gebouwd. 

### Na de oorlog
In 1955 doorkruiste de nieuwe Prins Hendrikstraat het gebied en sneed een gedeelte van het park af. In 1948 werd een Julianaboom geplant, een witte paardenkastanje, bij de troonsbestijging van koningin Juliana der Nederlanden. Bij het twaalfenhalf-jarig jubileum van koningin Beatrix werd in 1993 een Beatrixboom geplant. Daarnaast kent het park een monumentale beuk en buxus. In het zuidelijke deel is een speelplaats. De Fort Kijk in de Potstraat doorkruist dit deel als wandel- en fietspad. Ten zuiden daarvan ligt een hondenuitlaatplaats en een omheind sportveld (Sportpark Fagelstraat). 

### Tijdens de Vierdaagse
Tijdens de Nijmeegse Vierdaagse wordt een groot deel van het park gebruikt als uitbreiding van het start- en finishterrein de Wedren en het afgescheiden deel bij de Stenenkruisstraat als fietsenstalling.

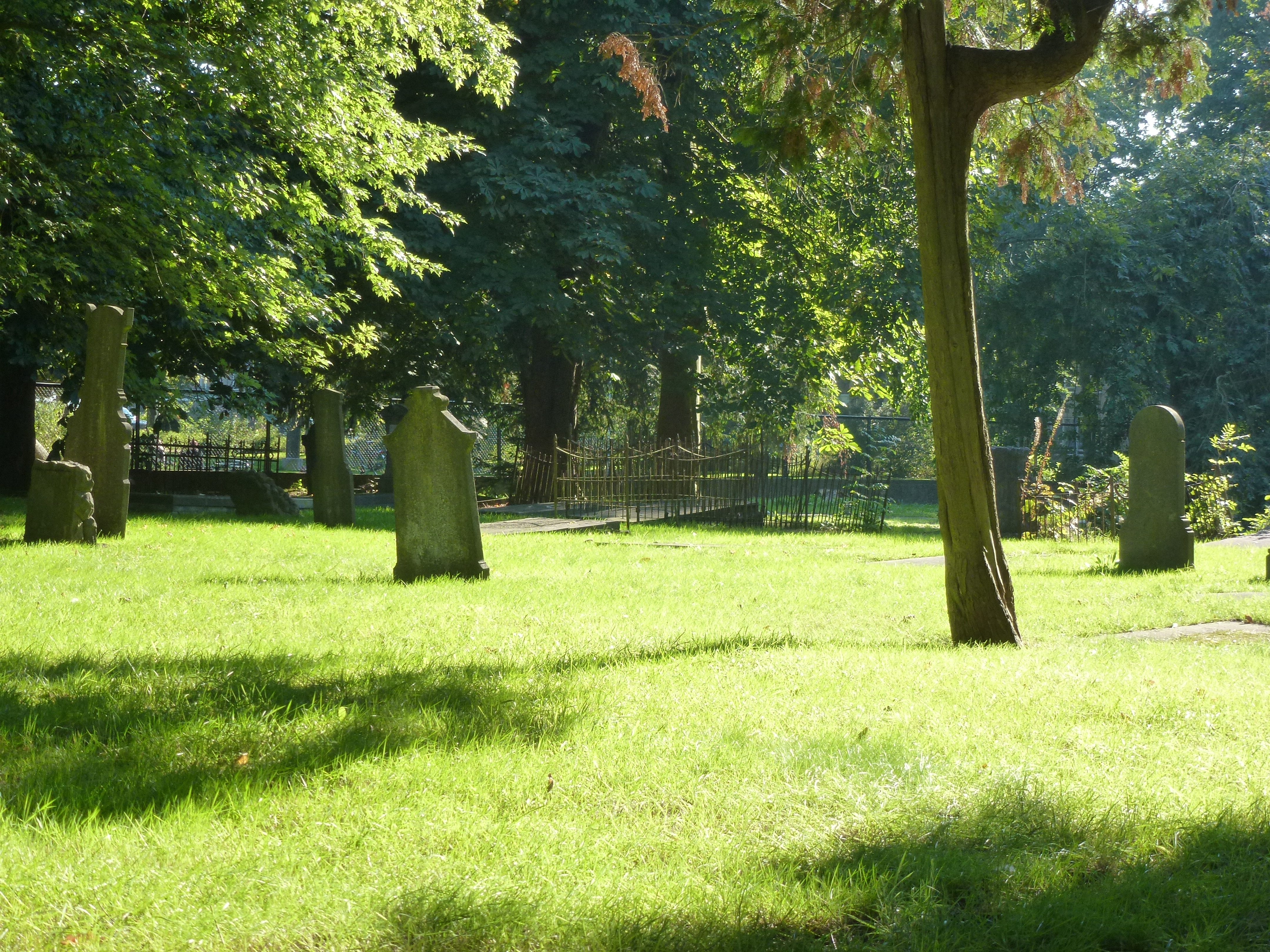
Deel begraafplaats in het middendeel van het Julianapark.